# 백화제방·백가쟁명
백화제방·백가쟁명(중국어 간체자: 百花齐放, 百家争鸣, 정체자: 百花齊放, 百家爭鳴, 병음: bǎihuā qífàng, bǎijiā zhēngmíng) 또는 쌍백운동(雙百運動)은 1956년부터 1957년까지 중화인민공화국에서 전개된 정치 운동이다.
1950년대 후반 동유럽에서 반공주의 운동, 유혈 폭동이 일어나자 이에 자극받은 중국 공산당이 사상의 유연함을 어느 정도 허용해야 한다고 생각해서 1957년 5월 1일부터 인민일보에 사상의 자유를 허용한다는 글을 게재했고 공산당에 대한 비판을 자유롭게 가능하도록 했으나 비판의 수준은 날로 높아졌다. 38일이 지난 1957년 6월 8일 중국 공산당은 태도를 급변하여 반우파 운동을 주도하여 그동안 입을 열었던 비판적 지식인들을 탄압하였다.

## 같이 보기
- 문화대혁명
- 대약진 운동
- 중화인민공화국의 역사
- 스탈린 격하 운동